# Gemütlichkeit

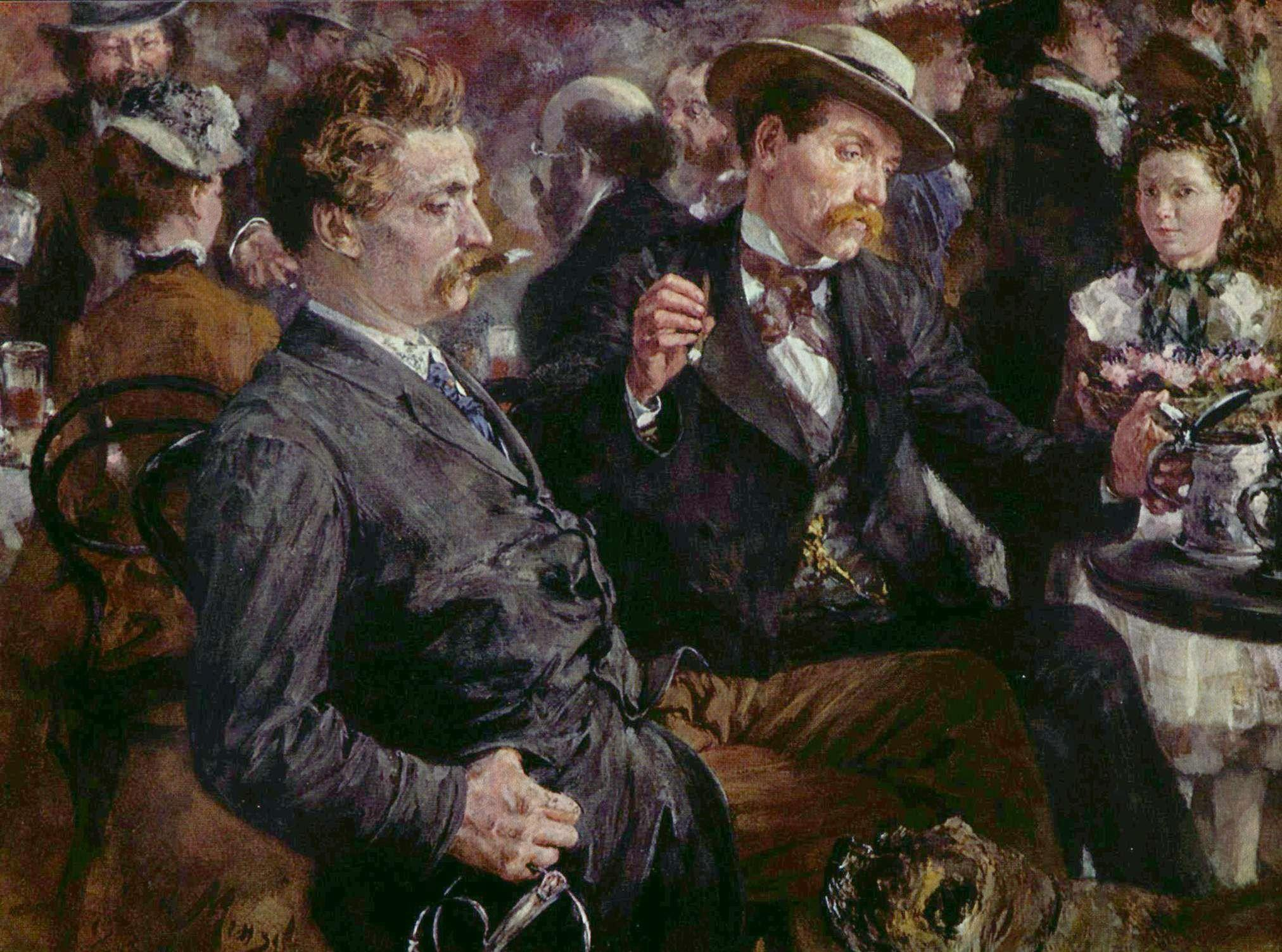
Adolph von Menzel en un cuadro denominado Biergarten.

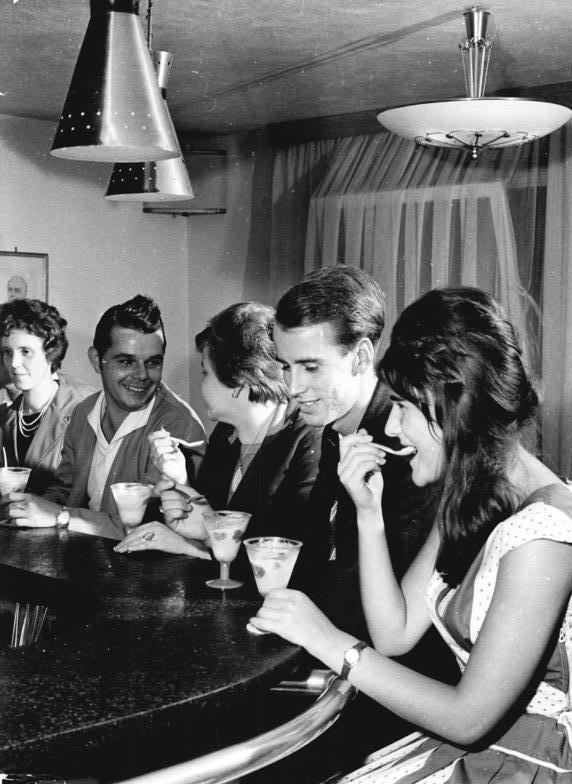
Ejemplo alemán de los años setenta.

Gemütlichkeitⓘ (en alemán significa tranquilidad o comodidad) es una palabra muy empleada en los establecimientos hosteleros del norte de Europa cuando se intenta establecer en los locales hosteleros todos aquellos ingredientes para propiciar un ambiente tranquilo y cómodo, ameno, así como un trato amistoso con los camareros, la cordialidad entre los comensales, la intimidad, etc. En definitiva se eliminan del ambiente todos aquellos elementos que propician el estrés. En Inglaterra suele emplearse como germanismo para aquellos locales que cumplen estos requerimientos.

## Variantes
En neerlandés existe gezelligheid con un significado muy similar, empleado como barbarismo también en inglés. Existe en danés un concepto semejante como: hygge. Hay denominaciones similares en otros idiomas eslavos, como el ruso. Se puede entender como un lugar tranquilo contrario a las tendencias "excitantes" preferidas por los jóvenes.

## Curiosidades
Parece ser que fue la reina Victoria la primera en emplear el término Gemütlichkeit en idioma inglés. Hoy en día suele usarse en los países de habla inglesa como sinónimo de un destino de vacaciones tranquilo.